# Klimient Lowyczkin
Klimient Daniłowicz Lowyczkin (ros. Климент Данилович Лёвычкин, ur. 1907, zm. 1984) – radziecki dyplomata.
Członek WKP(b), 1932 ukończył Leningradzki Instytut Technologiczny, później Wyższą Szkołę Dyplomatyczną Ludowego Komisariatu Spraw Zagranicznych ZSRR, od 1936 pracownik Ludowego Komisariatu Spraw Zagranicznych ZSRR. 1945-1947 zastępca doradcy politycznego Sojuszniczej Komisji Kontroli w Bułgarii, 1947-1949 radca Ambasady ZSRR w Bułgarii, 1949-1952 zastępca kierownika Wydziału Bałkańskiego Ministerstwa Spraw Zagranicznych ZSRR, od 16 marca 1952 do 7 grudnia 1955 ambasador nadzwyczajny i pełnomocny ZSRR w Albanii. Od grudnia 1955 do 1957 zastępca kierownika Wydziału V Europejskiego MSZ ZSRR, później do grudnia 1958 zastępca stałego przedstawiciela ZSRR przy ONZ i w Radzie Bezpieczeństwa ONZ, od 7 grudnia 1958 do 18 lutego 1966 ambasador nadzwyczajny i pełnomocny ZSRR w Danii, od 31 maja 1968 do 1 marca 1973 ambasador nadzwyczajny i pełnomocny ZSRR w Grecji.